# 데미지 (1992년 영화)
《데미지》(Fatale, Damage)는 영국에서 제작된 루이 말 감독의 1992년 드라마, 멜로/로맨스 영화이다. 제레미 아이언스 등이 주연으로 출연하였고 루이 말 등이 제작에 참여하였다.

## 출연

### 주연
- 제레미 아이언스
- 줄리엣 비노쉬

### 조연
- 미란다 리차드슨
- 루퍼트 그레이브즈
- 이안 배넌

## 기타
- 공동제작: 벵상 말레
- 공동제작: 시몬 렐프
- 미술: 브라이언 모리스
- 세트: 필립 털리르
- 의상: 밀레나 카노네로
- 배역: 팻시 폴락